# Boier

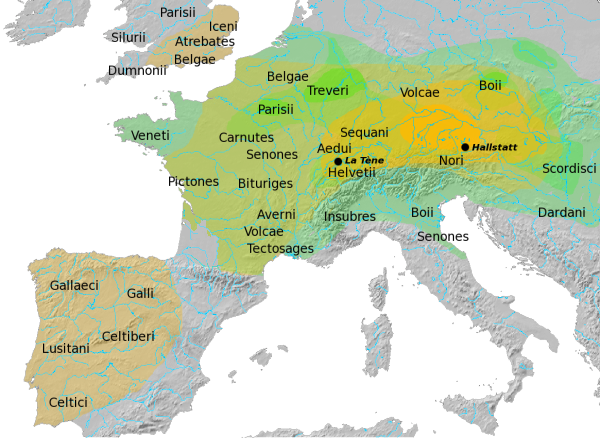
Karte der keltischen Hallstattkultur (gelb) und Latènekultur (grün) mit dem Lebensraum der Boier in Zentraleuropa und Norditalien

Die Boier (auch Bojer, lateinisch Boii) waren ein keltischer Stamm in Mitteleuropa. Die ursprünglich aus dem Gebiet Rhein, Main, Donau stammenden Boier siedelten im Gebiet der heutigen Staaten Tschechien, Slowakei, Ungarn, Österreich, im südlichen Deutschland und bis auf den Balkan sowie in Oberitalien. Die italischen Boier wurden nach 200 v. Chr. romanisiert und die nördlichen Boier zur Zeitenwende durch die Markomannen germanisiert.

## Ursprünge und Aufteilung
Der Name der Boier ist noch nicht zufriedenstellend erklärt. Neben einer keltischen Bezeichnung für Schläger oder Krieger dürfte auch eine Deutung als Rinderbesitzer (von urindogermanisch *gʷowjeh₃s, siehe hierzu lat. bos: „Rind“, Genitiv: bovis: „des Rindes“) in Frage kommen. Belegte Namen sind Boiorix (König der Boier) und Boiodurum (Passau). Ein Nachhall ihres Namens findet sich wahrscheinlich in den Gebietsnamen Böhmen (Boio-haemum = Heim der Boier) und Bayern, welches sich vom Stammesnamen der „Bajuwaren“, lat. Baiuvarii, herleitet (urgerm. *baja-warjōz, wobei der erste Bestandteil des Namens eine germanische Version von Boii sein dürfte; der zweite Teil gehört zu einer gebräuchlichen Bildungsgruppe für germanische Stammesnamen mit der Bedeutung „Bewohner“).
Laut klassischer Lehrmeinung leitet sich der Name der Bajuwaren von den Boiern ab. Eine direkte Abstammung wird aber heute nicht mehr als wahrscheinlich angesehen. Bis zur Entstehung der Bajuwaren sind wohl einige Umbrüche während der frühen Völkerwanderungszeit in Mitteleuropa anzunehmen.
Das Ursprungsgebiet liegt wahrscheinlich zwischen Rhein, Main und Donau. Während der Abwanderung aus diesem Gebiet in der Latènezeit A im 4. Jahrhundert v. Chr. teilte sich der Stamm in zwei Gruppen, von denen eine nach Norditalien zog und die andere Gruppe nach Böhmen (Boiohaemum). Auslöser der Abwanderung war wohl ein vermehrter Druck durch eindringende germanische Stämme.

## Italische Boier

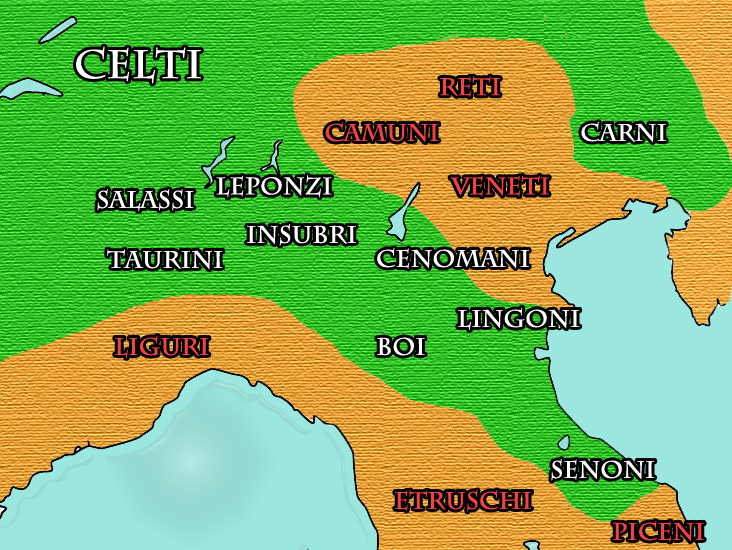
Gallia cisalpina

Die italischen Boier vermischten sich bald mit den dort lebenden Etruskern und Umbrern. Sie machten die etruskische Siedlung Felsina zu ihrem Hauptort Bononia (heute Bologna). Allerdings ist nicht bekannt, über welche Route der Teilstamm nach Italien wanderte. Einige Historiker wie zum Beispiel Helmut Birkhan nehmen an, dass sie über die Alpen, vielleicht sogar über Hallein wanderten. Wenige andere glauben wiederum, dass die Teilung des Stammes sich erst in Böhmen vollzog, bzw. kurz vor dem Erreichen dieses Gebiets, und die Wanderung über das spätere Noricum und Pannonien nach Illyrien nördlich der Adria und südlich der Alpen durch das Gebiet der Veneter in etruskisches Gebiet geschah.
Wegen des Raummangels bei den keltischen Stämmen Oberitaliens und des Landüberschusses der Etrusker, die ihnen trotz des Überschusses davon nichts überlassen wollten, kam es zu kriegerischen Auseinandersetzungen. Dabei wurden die Etrusker von den mit ihnen verfeindeten Römern unterstützt, wobei es auch zum Kampf zwischen einem römischen Abgesandten und einem keltischen Häuptling kam, der dabei getötet wurde. Über die Einmischung der Römer und die Tötung des Fürsten erbost, sandten die Kelten eine Delegation nach Rom und verlangten die Auslieferung des Römers, was aber aufgrund des Einflusses von dessen Familie, den Fabiern, verweigert wurde: in den Augen der Kelten eine Provokation. So kam es zur Eroberung Roms durch die Senonen und eventuell auch durch Teile der Boier, Insubrer und Lingonen (um 390 v. Chr.).
Danach siedelten sich die Boier im Gebiet nördlich des Apennins und südlich des Po bis zur Dreiergabelung des Po an und vermischten sich mit den dort ansässigen Etruskern. Es wurden Fürstengräber mit etruskischen Rüstungselementen und keltischer Bewaffnung gefunden. Die kulturelle Vermischung prägte auch die Ligurer, und durch den Handel mit den nördlich der Alpen gebliebenen Boiern gelangten Handelsgüter wie etwa Fibeln, die die Vermischung der beiden Kunststile aufwiesen, in böhmische Keltengräber.
Die Vernichtung der Senonen war ein Anlass für die übrigen Stämme, einen gemeinsamen Angriff auf Rom zu unternehmen, der aber im Fiasko von Telamon endete. Danach wurden die Boier und schließlich die Insubrer und die anderen Stämme befriedet und romanisiert. Ein gewisser Teil floh wohl zu ihren Verwandten in Mitteleuropa. Sechs Jahre später erhoben sie sich ein letztes Mal unter Hannibal gegen die Römer, aber nach der Rückkehr des Puniers nach Karthago wurde seine Armee aufgerieben und die Gebiete ein weiteres und letztes Mal unterworfen.

## Böhmische Boier
Die an ihrem böhmischen Sitz verbliebene Gruppe der Boier breitete sich nach Noricum, Pannonien und vereinzelt nach Gallien aus. Aus ihrem Stammesgebiet wurden die Boier im 1. Jahrhundert v. Chr. von Markomannen und Dakern zum Teil verdrängt. Die verbleibenden Stammesangehörigen gingen in den Markomannen und Dakern auf.
Von Böhmen aus breiteten sich die Boier bis nach dem späteren Südpolen und Südschlesien hin aus, von wo sie im 3. und 2. Jahrhundert v. Chr. von den erstarkenden germanischen Vandalen zurückgedrängt wurden. Die Boier kämpften in ihren Gebieten in Niederösterreich, dem nordöstlichen Oberösterreich und dem nördlichen Burgenland gegen die Kimbern, Teutonen und Ambronen, die sie erfolgreich abwehren konnten.
Caesar schrieb, dass die Boier, kurz bevor sie sich Ende der 60er Jahre v. Chr. den Helvetiern mit 32.000 Köpfen bei deren Auswanderung anschlossen, die norische Stadt Noreia belagert haben. Das lässt darauf schließen, dass sie sich im Ostalpenraum bis in die Steiermark und das südliche Burgenland, vielleicht sogar auf Teile Kärntens und Salzburgs ausgebreitet hatten. Die in der Schlacht bei Bibracte besiegten Boier wurden von Caesar um Gorgobina, im Gebiet der Haeduer in Gallien angesiedelt. Anders als es bei Caesar den Anschein hat, war es jedoch nur ein Teil der Boier, der sich den Helvetiern anschloss. Der Rest des Stammes hatte allerdings wohl ebenfalls Böhmen verlassen und musste sich nun, nach der Niederlage gegen die Noriker, neue Siedlungsgebiete suchen. Diese scheinen die verbliebenen Boier im Raum um das heutige tschechisch-slowakisch-österreichische Dreiländereck gefunden zu haben.
In den folgenden Jahren gingen die Boier jedoch wieder in die Offensive über, nun nach Osten. Sie drangen in die pannonische Tiefebene, ins heutige Ungarn, vor, wo sie wahrscheinlich bis zur Theiß gelangten. Dabei verbündeten sie sich mit den Tauriskern, deren Beziehung zu den Norikern in der Forschung umstritten ist. Zu Gegnern wurden in den östlichen Siedlungsgebieten bald darauf die Daker unter ihrem König Burebista, gegen den sie schließlich eine vernichtende Niederlage erlitten. Diese wurde traditionell häufig noch in die 50er Jahre datiert; seit den 1990er Jahren haben unter anderem Robert Göbl und Gerhard Dobesch aber wahrscheinlich gemacht, dass der Sieg Burebistas über die Boier erst 41/40 v. Chr. stattfand.
In den letzten beiden Jahrzehnten der vorchristlichen Ära wurden die verbliebenen Boier durch die suebischen Markomannen aus ihren Siedlungsgebieten nördlich der Donau verdrängt und größtenteils von diesen assimiliert. Während des Alpenfeldzuges des Tiberius wurden die Boier, neben weiteren 45 Stämmen im rätischen Teil des heutigen Baiern, als einer der letzten unterworfenen Stämme erwähnt. Der Name eines Limes-Grenzsoldaten um 278 n. Chr. lautet Boius, was schlicht der Boier bedeutet.